# That Look You Give That Guy
That Look You Give That Guy is een nummer van de Amerikaanse rockband Eels uit 2009. Het is de tweede single van hun zevende studioalbum Hombre Lobo.
"That Look You Give That Guy" is een ballad die gaat over een jongen die verliefd is op een meisje, wetende dat zijn verliefdheid tevergeefs is aangezien het meisje al een relatie heeft. Het nummer werd enkel een hit in Vlaanderen, waar het de 13e positie bereikte in de Vlaamse Ultratop 50. Ook is het nummer vaak terug te vinden in Vlaamse eindejaarslijsten als De Tijdloze en de MNM1000.